# Lassalle-Kreis
Der Lassalle-Kreis ist ein Zusammenschluss von Männern und Frauen, die zugleich einer Studentenverbindung und der SPD angehören. Namenspate ist Ferdinand Lassalle, der als Burschenschafter zur Alten Breslauer Burschenschaft gehörte und zu den Gründervätern der SPD zählt.

## Inhaltliches Profil und Ziele
Die Mitglieder vereint die Ansicht, dass die Sozialdemokratie und studentische Verbindungen ähnliche Grundüberzeugungen teilen. Der Lassalle-Kreis hat sich zum Ziel gesetzt, Brücken für einen lebendigen Dialog zwischen Sozialdemokratie und Korporierten zu bauen.

## Entstehung
Siehe auch: Unvereinbarkeitsbeschlüsse der SPD
Der Lassalle-Kreis wurde am 22. Juli 2006 in Bonn von einer Gruppe korporierter Sozialdemokraten unter dem Namen Lassalle-Kreis/Arbeitskreis sozialer und demokratischer Korporierter (AKSK) gegründet. Vorausgegangen war ein vor allem über das Internet verbreiteter Aufruf zur Gründung eines „Arbeitskreises sozialdemokratischer Korporierter“.
Anlass zu diesem Gründungsaufruf war ein Auftrag des Bundesparteitags der SPD in Karlsruhe an den Parteivorstand am 16. November 2005. Der Vorstand wurde beauftragt, zu prüfen, ob die „Mitgliedschaft in einer studentischen Burschenschaft oder in einem Corps“ grundsätzlich für unvereinbar mit der Mitgliedschaft in der SPD erklärt werden könne. Begründet wurde der Antrag von einem Delegierten wie folgt:

„Wir brauchen keine Sexisten und Rassisten in der SPD.“

Nach heftigen Protesten der betroffenen Verbände stellte die mit dem Beschluss befasste Projektgruppe klar, dass nur Mitgliedsbünde des Dachverbandes Deutsche Burschenschaft von dem Beschluss betroffen seien. Am 27. März 2006 vereinbarten Präsidium und Vorstand der SPD, dass lediglich die Mitgliedschaft in einer Burschenschaft, welche der Burschenschaftlichen Gemeinschaft – einer Arbeitsgemeinschaft innerhalb der DB – angehört, nicht mit einer Mitgliedschaft in der SPD vereinbar ist. Dies milderte den ursprünglichen Beschluss signifikant ab und führte zu vehementen Protesten der Jusos und der Juso-Hochschulgruppen, deren Ziel der weitgehende Ausschluss von Verbindungsmitgliedern aus der SPD gewesen war.
Viele der korporierten Sozialdemokraten, die von dem ursprünglichen Unvereinbarkeitsbeschluss betroffen gewesen wären, waren über die in dem Antrag formulierten Vorwürfe erbost, welche in ihren Augen der Lebenswirklichkeit in ihren Verbänden völlig widersprachen. Es gab Überlegungen unter Korporierten, einen Zusammenschluss innerhalb der SPD, ähnlich etwa den Jusos oder der Arbeitsgemeinschaft sozialdemokratischer Frauen, zu gründen, um Vorurteile gegen Studentenverbindungen und Missverständnisse ausräumen sowie feindseligen Strömungen effektiver die Stirn bieten zu können.
Im Rahmen einer Mitgliederversammlung wurde 2008 die Umbenennung der Organisation in den heutigen Namen beschlossen.